# Швед-Маяктах-Арыта
Швед-Маяктах-Арыта (в переводе с якутского языка: остров со шведским маяком) — песчаный необитаемый остров в Оленёкском заливе моря Лаптевых. Расположен в дельте реки Оленёк в 9 км от материка. Южный берег острова омывается водами залива Огоннёр-Кубата. Соседние острова: Илин-Голуб-Тёрюр-Арыта и Голуб-Тёрюр-Арыта.

## Топографические карты
- Лист карты S-50-XXIX,XXX Усть-Оленёк. Масштаб: 1 : 200 000. Издание 1987 г.